# Pivovar Čechtín
Čechtínský pivovar se nachází v centru Čechtína v okrese Třebíč. Pivo se v něm vařilo do roku 1884. Později areál sloužil zemědělským účelům a chátral. Od 13. prosince 2016 je kulturní památkou.

## Historie
Na místě bývalého pivovaru stála již od 13. století tvrz, jenž byla později přestavěna na zámek. Tehdejší majitel panství Smil Osovský z Doubravice však nechal panské sídlo přestavět v pivovarský provoz. Prvně je pivovar v Čechtíně doložen již k roku 1591, avšak historie vaření piva v obci je jistě starší. Po Osovských panství zdědila Kateřina z Valdštejna, provdaná za Karla ze Žerotína, a později majetek přešel na jejího synovce Rudolfa z Valdštejna, za něhož byl sepsán první valdštejnský urbář. Roku 1644 došlo k přestavbě, jejímž výsledkem je současná barokní podoba. Ke konci své činnosti, kdy v Čechtíně působila významná pivovarská rodina Dvořáků, pivovarský roční výstav činil na tisíc hektolitrů. V roce 1875 byl původní sedlový kouřový valach přebudován na bezdymný. V objektu nadále bydlel pouze správce.
Provoz byl ukončen v souvislosti se zrušením propinačního práva v roce 1884, jelikož se stal nekonkurenceschopným. Posledním sládkem byl Bohdan Polz, který byl rovněž činný v pivovaru v Budišově, Jimramově a Stříteži. Jeho posledním pokusem o záchranu čechtínského pivovaru bylo zřízení výčepu, jenž se jmenoval Kasino a nacházel přímo u brány třebíčského zámku v k tomuto účelu adaptované hospodářské budově. Čechtínské pivo tam bylo prodáváno velmi levně, avšak provoz pivovaru tím zachráněn nebyl.
Po druhé světové válce byl pivovar zkonfiskován rodu Valdštejn-Vartenberk na základě Benešových dekretů a dále v něm působila strojní a traktorová stanice a později jednotné zemědělské družstvo. Roku 2006 došlo k prodeji objektu současnému majiteli. V roce 2015 došlo ke stavebně-historickému průzkumu areálu, jenž následujícího roku posloužil jako podklad pro prohlášení kulturní památkou.

## Popis
Objekt se rozprostírá na půdorysu písmene U, má tři jednopodlažní trakty a jednopatrovou hospodářskou přístavbu. Na všech budovách jsou sedlové střechy. Obytná budova má charakteristický barokní štít. Objekt je podsklepen prostory s valenými klenbami. I přestože budova prošla turbulentním osudem ve 20. století, tak si zachovala cenné architektonické detaily a tvoří jednu z dominant obce. Strojní zařízení se kromě náduvníku v bývalé sladovně a reliktu korečkového výtahu se nedochovalo, avšak jednotlivé provozy (máčírna, spilka apod.) se dají snadno lokalizovat. V interiéru se dochovala malba sv. Jana Nepomuckého na ochozu bývalé scezovací kádě.
K pivovaru náležely rybníky Podchmelenec a Nový rybník a v 17. století jsou dokonce zmiňované i chmelnice.